# Topomeigenia andina
Topomeigenia andina là một loài ruồi trong họ Tachinidae.